# 拉贡多
拉贡多（義大利語：Lagundo），是意大利北部波尔扎诺自治省的一个市镇，位于其省会波尔查诺的西北方约25公里处。ISTAT代码为021038。

## 地理
于2010年11月30日的人口总计为4,837人，人口密度205人/平方公里，总面积23.6平方公里。
拉贡多毗邻以下的市镇：拉纳，马尔伦戈，梅拉诺，纳图尔诺，帕尔奇内斯，普劳斯和蒂罗洛。

## 社会

### 语言分布
根据2011年的人口普查，有85.17%的居民以德语为第一语言，其余的居民以意大利语和拉登语为第一语言，分别占人口的14.58%和0.25%。
| 语言     | 2001   | 2011   |
| -------- | ------ | ------ |
| 德语     | 86.81% | 85.17% |
| 意大利语 | 12.93% | 14.58% |
| 拉登语   | 0.26%  | 0.25%  |

## 友好城市
- 德国埃岑里希特